# Jossele Rosenblatt
Josef "Jossele" Rosenblatt (ur. 9 maja 1882 w Białej Cerkwi, zm. 19 czerwca 1933 w Jerozolimie) – chazan i kompozytor pochodzący z terenu Ukrainy, przez większość życia związany ze Stanami Zjednoczonymi i Palestyną.